# Premio M. Gweneth Humphreys
El Premio M. Gweneth Humphreys o Premio Humphreys es un premio de matemáticas establecido por la Asociación de Mujeres en Matemáticas en reconocimiento a educadoras de matemáticas que hayan destacado por su labor como mentoras. El premio lleva el nombre de Mabel Gweneth Humphreys (1911-2006), que se doctoró a los 23 años en la Universidad de Chicago en 1935. Enseñó matemáticas a mujeres durante toda su carrera, primero en Mount St. Scholastica College, después durante varios años en Sophie Newcomb College y finalmente durante más de treinta años en Randolph Macon Woman's College. Este premio, financiado con contribuciones de sus antiguas alumnas y colegas del Randolph-Macon Woman's College, reconoce su compromiso y su influencia en estudiantes universitarios de matemáticas.

## Personas premiadas
Las siguientes matemáticas y matemáticos han recibido el Premio Humphreys:
| Año  | Recipiente            |
| ---- | --------------------- |
| 2023 | Erika Tatiana Camacho |
| 2022 | María Helena Noronha  |
| 2021 | Raegan Higgins        |
| 2020 | Margarita Robinson    |
| 2019 | Suzanne Semanas       |
| 2018 | Erica Flapan          |
| 2017 | Helen Grundman        |
| 2016 | Naomi Jochnowitz      |
| 2015 | Ruth Haas             |
| 2014 | William Yslas Vélez   |
| 2013 | James A. Morrow       |
| 2012 | Diana Haunsperger     |
| 2011 | Ronda Hughes          |